# Петър Драганов
Вижте пояснителната страница за други личности с името Драганов.
Петър Данилович Драганов е руски филолог и славист от български произход.

## Биография
Петър Драганов е роден на 1 февруари 1857 година в Комрат. По произход е българин от Бесарабия на руска служба. Следва история и филология на университета в Санкт Петербург. По покана от Българската екзархия, от 1885 до 1887 г. работи като преподавател в Солунската българска мъжка гимназия. В Солун поддържа близки връзки с местното руско генерално консулство.
По време на престоя си в Солун Драганов събира фолклорен материал, който след връщането си в Русия издава. Според него Македония представлява отделна етнографска област на Балканите, а славянските македонски говори съставляват самостоятелен македонски език. Според някои автори със своите публикации в Русия Драганов поставя основите на македонистиката. Драганов работи във времето, когато в германоезичната и руската наука много учени се надяват да открият неизвестен славянски език и с това да запишат имената си в науката. Както е известно, тези опити не са се увенчали с успех. Като пример може да се посочи Карл Вернер, който се е опитвал да открие неизвестен славянски език в Прибалтийския район. В Санкт Петербург П. Драганов се опитва да чете научни реферати, но среща много остра критика в славистичните среди и преди всичко – от страна на големия славист Пьотър Лавров. В университета неговата теза за македонския е била смятана за несериозно твърдение на самоук любител.

### Критики
Издаденият от Драганов сборник с народни умотворения среща остра критика от страна на българската фолклористика, тъй като е създаден от текстове, които учениците от долните класове на Българската солунска мъжка гимназия е трябвало да запишат по родните си места като домашна работа. По тази причина тези ученически записи са пример за недобро събиране на фолклорен материал. Друга част от текстовете за сборника на Драганов, както той сам пише, са събрани от ученички в Солунската българска девическа гимназия и са предоставени на Драганов от известния с антибългарските си позиции руски генерален консул в Солун Иван Ястребов.
В рецензията си „Неколко бележки върху Македонско-славянския сборник на П.Драганов“, публикувана в излезлия в 1895 година в София „Сборник за народни умотворения, наука и книжнина“ възрожденецът от Македония Кузман Шапкарев пише за целите на Драганов: „Добре; според г. Драганова, македонците не са ни българи, ни сърби; ами що са? – Славяни, ще ни отговори. Да ни извини господство му! В Македония татулът не е по-изобилен от колкото в Бесарабия. Ние знаем, че не само македонците са славяни, ами и русите, и чехите, и сърбите, и поляците, и хърватите, и пр., но славянското им име е общо за всичките славянски народи, а всекой славянски народ отделно има си свое собствено име. Тогава на македонския славянски народ какво име ще му дадем? Македонци ли? Но това име днес не представлява вече народ, а живущите в историческа Македония, между които има: българи, турци, гърци, власи, евреи, цигани, албанци и пр., болшинството от които имат първите. Но знаете ли какво? – Ето какво: като се докаже веднъж чрез Драгановия и Ястребовия сборник, че македонците са славяни, а не българи; а от друга страна, че тези последните не са славяни, а татари, монголи или китайци, ето че ще се пристъпи към втората крачка, да се доказва, че македонците, като особен славянски народ, немайки си особено друго име, непременно ще да са от един народ с некой от съседните славянски народи; следователно, като нема по-съседен до них славянски народ друг, освен сърбите, то, по необходимост, требва да са част от сръбския народ, т. е. македонските славяни не са друго освен чисти сърби побългарени до негде чрез екс. българска пропаганда! Ето макиавелската сръбска политика, горещ привърженец на която е и г. П. Драганов, а не че не принадлежал “ни къ болгарофилам, ни къ сербофилам.” Историческите обаче свидетелства и самото живо население в тая страна съвсем друго доказват…“.
Ефрем Каранов пише, че „пълното незнание на Македония“ от страна на Драганов се вижда „на всяка стъпка в неговия очерк“ от 1888 година и посочва непознаването му на географията на Македония, преписване от съчинение на Стефан Веркович, събиране на сведения от ученици.
- „Македонско-славянски сборник“, 1894 година
- „Реформите в Македония“, 1906 година